# Arthroleptis tuberosus
Arthroleptis tuberosus es una especie de anfibios de la familia Arthroleptidae.
Habita en Camerún, República del Congo, la República Democrática del Congo,y, posiblemente, en la República Centroafricana, Guinea Ecuatorial y Gabón.
Sus hábitats naturales son bosques tropicales o subtropicales secos y a baja altitud y zonas antiguamente boscosas ahora degradadas.
Está amenazada de extinción por la pérdida de su hábitat natural.